# Seven Seas (navire)
Le Seven Seas est un navire de services qui peut être utilisé comme navire poseur de canalisations et navire-grue. Le navire appartient à l'entreprise de services offshore Subsea 7. Il navigue sous le pavillon de l'île de Man et son port d'attache est Douglas.

## Histoire
Le navire a été construit, comme de Seven Oceans, au chantier naval néerlandais  IHC Merwede à  Hardinxveld-Giessendam (au sud-est de Rotterdam). Il a été équipé d'une puissante grue développée par Huisman à Schiedam.
Seven Navica est capable de réaliser des travaux de pose de tuyaux flexibles de 50 à 648 mm à des profondeurs allant jusqu'à 3.000 mètres.  Il est équipé d'une grue d'une capacité de 342 tonnes et d'une tour de pose de canalisations d'une capacité de 430 tonnes. Son pont de travail d'une superficie de 1.750 m² est conçu pour une charge maximale de 10 tonnes/m², et à certains endroits jusqu'à 10 tonnes/m². Il dispose de deux carrousels d'une capacité de 1.510 et 1.390 tonnes de tuyaux flexibles et de plusieurs bobines pouvant aller jusqu'à 3.000 tonnes.
Le navire dispose de deux sous-marins télécommandés (ROV) capables d'effectuer des tâches à des profondeurs allant jusqu'à 3.000 mètres.
Le déplacement sur zone d'exécution des travaux est effectué à une vitesse opérationnelle de 13 nœuds. La précision de positionnement est assurée par le système de positionnement dynamique, et la centrale de propulsion se compose de six moteurs **Wärtsilä d'une capacité de 3,36 MW chacun.
Il dispose à bord de cabines pour 120 personnes. La livraison du personnel et de la cargaison peut être effectuée à l'aide de l'hélipad, qui est conçu pour recevoir des hélicoptères de type  Sikorsky S-92 ou Super Puma.

## Missions
La première mission du navire a été de travailler en mer de Norvège en 2008 sur le champ gazier d' Yttergryta. 
À la suite de cela, Seven Seas a navigué vers la côte du Brésil, où il a été engagé pour travailler sur le "projet BC-10" (développement de 5 champs pétrolifères dans le bassin de Campos).
En 2009, Seven Seas ont participé à des travaux en mer du Nord sur le champ gazier norvégien "Vega" (avec d'autres navires de Subsea 7 : Seven Navica, Seven Oceans, Seven Sisters ). 
Une autre tâche dans les eaux norvégiennes a été de travailler pendant 10 mois sur le champ de Skarv , qui a été mis en service en 2011 (toute une flotte de Subsea 7 était également impliquée dans l'équipement sous-marin ici). 
En 2013, le navire a été engagé par le brésilien Petrobras, qui a mis en œuvre un programme de développement offshore à grande échelle. Et en 2015, cet accord a été prolongé de deux ans.

### Articles externes
- Seven Seas - Site marinetraffic
- Seven Seas - Site Flotte Subsea 7
- Site Subsea 7